# Esperance (Nowy Jork)
Esperance – miasto w Stanach Zjednoczonych, w stanie Nowy Jork, w hrabstwie Schoharie.